# ياسين علمي بوح
ياسين علمي بوح (4 يونيو 1962، جيبوتي -) (بالفرنسية: Yacin Elmi Bouh)‏ هو وزير الداخلية واللامركزية لدولة جيبوتي منذ 22 مايو 2005، وكان قبلها وزير المالية منذ 1997 حتى 2005.

## النشأة والدراسة
ولد في مدينة جيبوتي. درس المراحل الابتدائية والثانوية في المدينة ليحصل على شهادة في الاقتصاد. تخرج من جامعة نانت بفرنسا كلية حقوق واقتصاد برتبة «Maïtrise en droit public» عام 1987.

## العمل السياسي
1992: شغل المناصب الآتية على التوالي: رئيس قسم الخدمة المدنية، مستشار قانوني لوزير الخدمة العامة، محامي للدولة.
1993: أصبح مديراً للصندوق الوطني للتقاعد (بالفرنسية: Caisse Nationale de Retraite)‏.
1994: مساعد مدير للجنة اللامركزية، كما ساهم في إتمام السلام مع الجماعة المسلحة «Front pour la Restauration de l’Unité et la Démocratie» من خلال اتفاقية أبعا.
1997: أجرى عدة تعديلات تضمنت صناديق التقاعد، فتأسست «وكالة الحماية الاجتماعية» (بالفرنسية: Organisme de Protection Sociale)‏ بعد دمج «Caisse des Prestations Sociales» مع «Service Médical Interentreprises».
1997-2005: وزير الاقتصاد والمالية والتخطيط المسؤول عن الخصخصة. قاد عدة برامج للتعديل الهيكلي ولمعالجة الفقر.

## وصلات خارجية
- Site officiel du ministère de l'intérieur et de la décentralisation de Djibouti
- Site Officiel